# Accused at 17
Accused at 17 is een Amerikaanse misdaadfilm uit 2009 van Doug Campbell.

## Verhaal
Een tiener wordt beschuldigd van de moord op een klasgenoot en beweert dat ze er door haar beste vriendin in is geluisd. Haar moeder moet proberen de waarheid te achterhalen.

## Rolverdeling
- Cynthia Gibb - Jacqui Madler
- Nicole Gale Anderson - Bianca Madler
- Janet Montgomery - Fallyn Werner
- Stella Maeve - Sarah Patterson
- William R. Moses - Michael Werner
- Barbara Niven - Claire Werner
- Linden Ashby - Detective Reeder
- Jason Brooks - Trevor Lautten
- Lindsay Taylor - Dory Holland
- Reiley McClendon - Chad Voyt